# Сабанін Едуард Володимирович
Едуард Володимирович Сабанін — капітан Збройних сил України, учасник російсько-української війни, що відзначився у ході російського вторгнення в Україну. Герой України (2024).

## Життєпис
Мешканець Козельщинського району Полтавської області. Працював фермером.
З початком російського вторгнення в Україну служить у складі 66-ої окремої механізованої бригади імені князя Мстислава Хороброго.
Протягом березня – жовтня 2023 року підрозділ під його командуванням знищив і знешкодив 52 танки та іншу бронетехніку окупантів. Під час боїв на Луганщині капітан зазнав важкого поранення, але попри це забезпечив евакуацію побратимів з-під обстрілу та надав першу допомогу пораненому бійцю .

## Нагороди
- Звання Герой України з врученням ордена «Золота Зірка» (24 лютого 2024) — за особисту мужність і героїзм, виявлені у захисті державного суверенітету та територіальної цілісності України, самовіддане служіння Українському народові[3].